# Organi della cattedrale di Roskilde

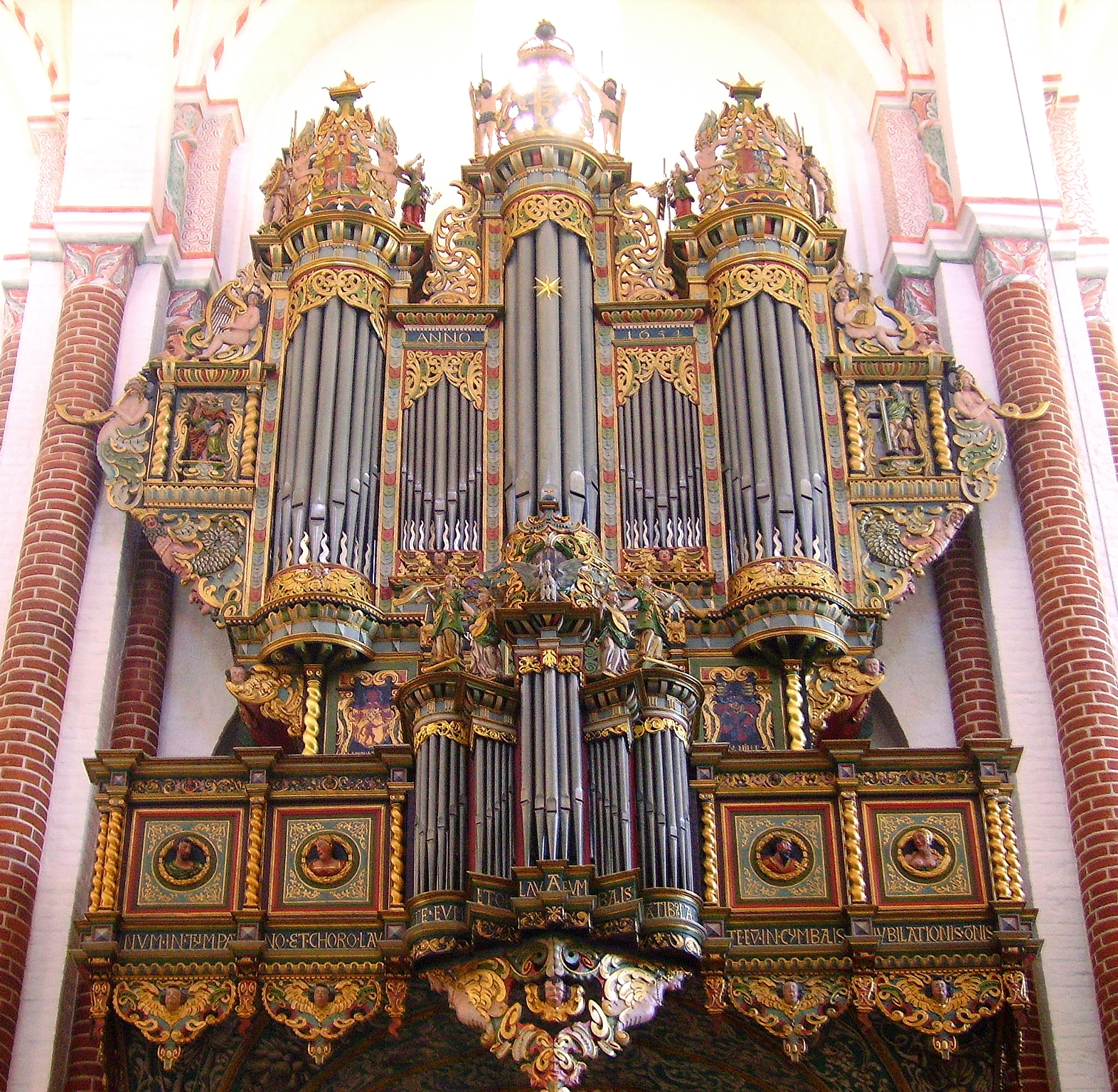
L'organo monumentale della cattedrale di Roskilde.

Con organi della cattedrale di Roskilde ci si riferisce a quattro strumenti costruiti a Roskilde, in Danimarca.

## L'organo monumentale

### Storia
L'organo monumentale della cattedrale di Roskilde, posto sulla destra nella navata centrale, venne realizzato fra il 1554 e il 1555 dall'organaro olandese  Hermann Raphaëlis Rottenstein-Pock, il quale riutilizzò anche parte del materiale di un organo preesistente. Nicolaus Maas, nel 1611, effettuò un primo restauro. Fra il 1650 e il 1654 Johan Lorentz rinnovò lo strumento, trasformandolo da classico organo rinascimentale olandese a grande strumento barocco. Lorentz restaurò la cassa dell'hauptwerk e della pedaliera, costruì una nuova cassa per il brustwerk e realizzò una nuova facciata. Dopo la morte di Lorentz il suo lavoro venne portato a termine da Gregor Mülisch e forse da Peter Karstensen. Nel 1700 venne compilata la prima disposizione fonica, la quale parlava di uno strumento da ventisette registri, ripartiti su tre manuali (hauptwerk, rückpositiv e brustpositiv) e pedaliera indipendente.
Nel 1833 la  Marcussen & Reuter trasformò il brustpositiv in oberwerk, ampliò i manuali, spostò le canne della pedaliera e ampliò la cassa dell'hauptwerk. Un nuovo restauro venne eseguito nel 1877 dalla Busch & Son. Nel 1926 la Frobenius & Co. eseguì un ulteriore ampliamento e fece diverse riparazioni, e, nel 1957, la stessa ditta intervenne nuovamente per rimuovere alcuni registri. La Marcussen & Son, fra il 1988 e il 1991, riportò il rückpositiv alle sue dimensioni originarie, ricostruì il brustpositiv, montò quattro mantici a cuneo e reintonò lo strumento, eseguendo un restauro filologico completo e riportando l'organo alle sue condizioni del 1654.

### Caratteristiche tecniche
Attualmente l'organo è a trasmissione interamente meccanica, l'aria è fornita da quattro mantici a cuneo,  il corista del La corrisponde a 432 Hz e il temperamento è il mesotonico modificato. La disposizione fonica è la seguente:
| Primo manuale - Ryggpositiv CDE-g3 |     |
| Gedact                             | 8'  |
| Principal                          | 4'  |
| Gedact                             | 4'  |
| Octava                             | 2'  |
| Salicional                         | 2'  |
| Sedecima                           | 1'  |
| Sesquialtera                       | II  |
| Mixtur                             | III |
| Hoboy                              | 8'  |

| Secondo manuale - Hovudverk CDEFGA-c3 |        |
| Bordun                                | 16'    |
| Principal                             | 8'     |
| Spitzflöjt                            | 8'     |
| Octava                                | 4'     |
| Rohrflöjt                             | 4'     |
| Nassath                               | 2' 2/3 |
| Super Octava                          | 2'     |
| Mixtur                                | IV-V   |
| Trompet                               | 8'     |

| Terzo manuale - Brystpositiv CDEFGA-c3 |    |
| Gedact                                 | 8' |
| Gedactflöjt                            | 4' |
| Octava                                 | 2' |
| Waltflöjt                              | 2' |
| Sedecima                               | 1' |
| Regal                                  | 8' |
| Geigen Regal                           | 4' |

| Pedal CDE-d1 |     |
| Principal    | 16' |
| Octava       | 8'  |
| Gedact       | 8'  |
| Octava       | 4'  |
| Mixtur       | IV  |
| Posaun       | 16' |
| Trompet      | 8'  |
| Schalmei     | 4'  |

| Accessori                        |
| Tremulant in Ryggpositiv e Pedal |
| Cymbelstjerne                    |
| Fuglesang                        |
| Calcantklokke                    |

## Altri strumenti

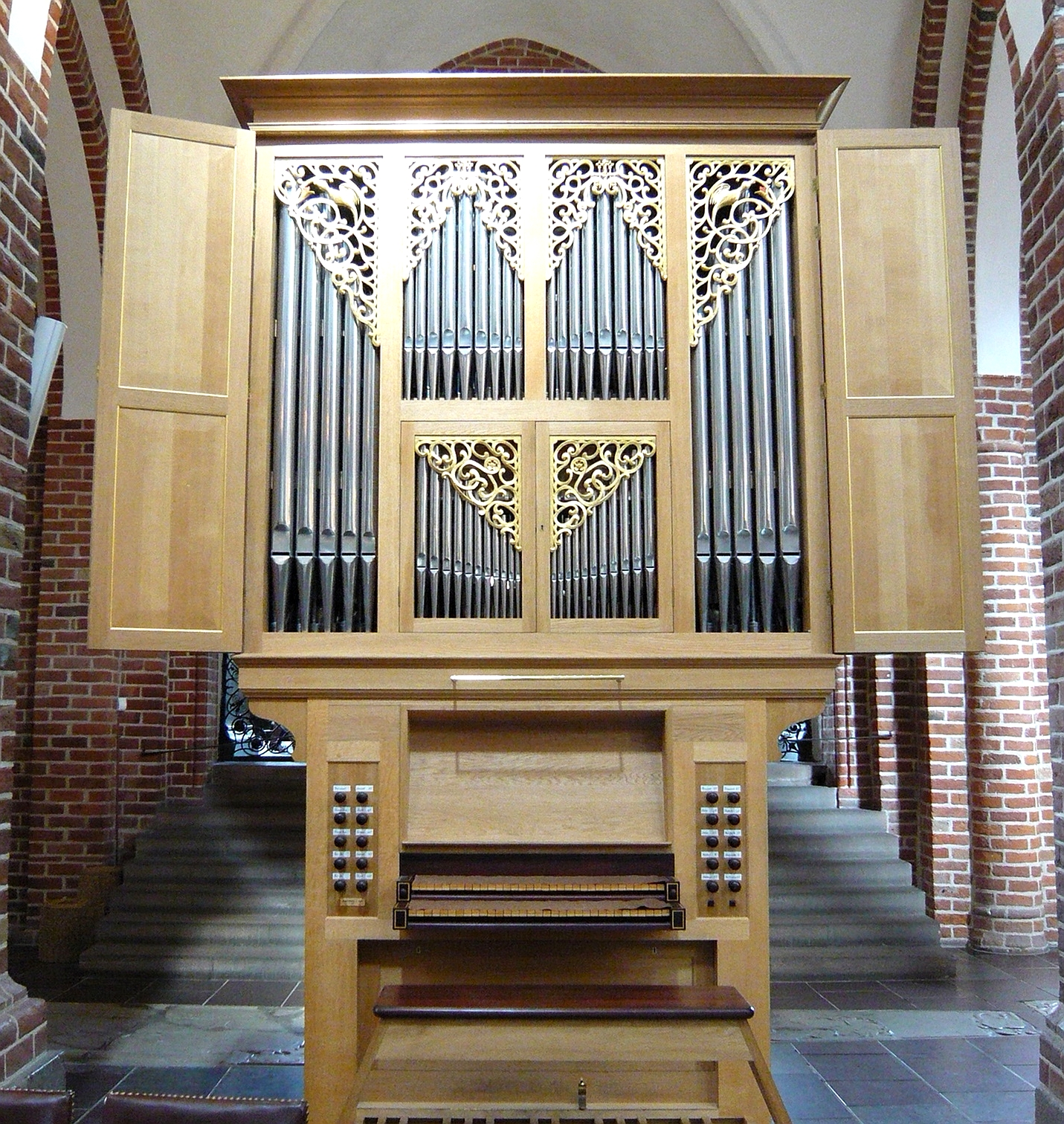
Il kororgel.

La cattedrale di Roskilde dispone di altri tre strumenti, tutti realizzati nel 2000 dalla Marcussen & Son: il kororgel, il korpositiv e l'øvingsorgel. La disposizione fonica del kororgel è la seguente:
| Primo manuale - Hovedværk C-g3 |     |
| Principal                      | 8'  |
| Gedakt                         | 8'  |
| Oktav                          | 4'  |
| Fløjte                         | 4'  |
| Oktav                          | 2'  |
| Mixtur                         | III |
| Skalmeje                       | 8'  |

| Secondo manuale - Brystværk C-g3 |    |
| Trægedakt                        | 8' |
| Træfløjte                        | 4' |
| Waldfløjte                       | 2' |
| Sesquialtera                     | II |
| Vox humana                       | 8' |

| Pedalværk C-f1 |     |
| Subbas         | 16' |
| Gedakt         | 8'  |
| Fagotto        | 16' |

| Accessori |
| Tremulant |

La disposizione fonica del korpositiv è la seguente:
| Manuale C-d3 |                     |
| Trægedakt    | 8' Bas/Diskant      |
| Trægedakt    | 4' Bas/Diskant      |
| Principal    | 2' Bas/Diskant      |
| Principal    | 8' Diskant, dal Do1 |

| Accessori    |
| Traspositore |

La disposizione fonica dell'øveorgel è la seguente:
| Primo manuale - Hovedværk C-g3 |    |
| Gedakt                         | 8' |
| Principal                      | 4' |
| Principal                      | 2' |

| Secondo manuale - Brystværk C-g3 |    |
| Gedakt                           | 8' |
| Gedaktfløjte                     | 8' |
| Rankett                          | 8' |

| Pedalværk C-f1 |     |
| Subbas         | 16' |

| Accessori |
| Tremulant |